# Surahammar
Surahammar é uma cidade da província histórica da Västmanland, na parte central da Suécia.
Tem cerca de 6 293 habitantes.
É a sede do município de Surahammar, pertencente ao condado de Västmanland.
Está situada a 20 km a noroeste da cidade da cidade de Västerås, na margem direita do rio Kolbäcksån.
A cidade cresceu em torno da fábrica de aço de Surahammars Bruk, iniciada como forja com martelo-hidráulico no século XVI. A empresa sobreviveu até aos nossos dias, e está hoje especializada na produção de "chapas de aço com silício" (elektroplåt).

## Comunicações
Surahammar é atravessada pela estrada nacional 66 e fica na proximidade da estrada regional 252.
- Estrada nacional 66 - rodovia ligando Västerås - Surahammar - Sälen.
- Estrada regional 252 - rodovia ligando Kvicksund - Surahammar - Ramnäs.

## Personalidades ligadas a Surhammar
- Åsa Svensson (1975-), ex-tenista profissional sueca